# Zona de excludere de la Cernobîl

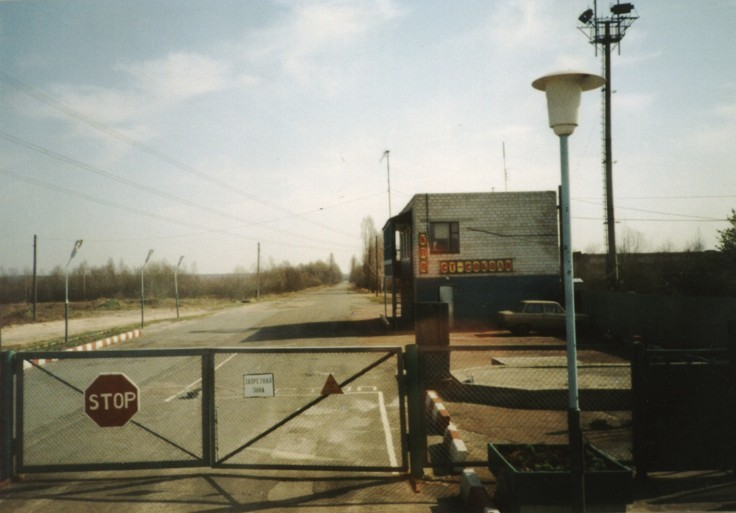
Poartă de acces controlat în zona de excludere

Zona de excludere Cernobîl (ucraineană Зона відчуження Чорнобильської АЕС / Zona vidciujennia Ciornobilscoi AES) este o zonă de excludere de 30 de km, care înconjoară centrala nucleară de la Cernobîl și teritoriile puternic contaminate după accidentul nuclear din 26 aprilie 1986. Din punct de vedere geografic, conține părțile nordice ale regiunilor: Kiev și Jitomir și are un acces spre frontiera cu Belarus.
În zonă se află două orașe părăsite: Prîpeat, care avea aproximativ de 50.000 locuitori înaintea calamității și Cernobîl (de circa 15.000 locuitori).